# Phasmatidae
Phasmatidae — родина комах ряду Примарові (Phasmatodea).

## Опис
До цієї родини належать найдовші комахи,  що живуть у наш час. Зокрема Phobaeticus chani сягає разом із кінцівками 54 см завдовжки. Phasmatidae, як і більшість їхніх родичів, здатні регенерувати кінцівки та розмножуються партеногенезом. 

## Класифікація
Класифікація станом на 2009 рік
- Phasmatidae Gray, G. R., 1835
  - Cladomorphinae Brunner von Wattenwyl, 1893
  - Clitumninae Brunner von Wattenwyl, 1893
  - Eurycanthinae Brunner von Wattenwyl, 1893
  - Extatosomatinae Sellick, 1997
  - Lonchodinae Brunner von Wattenwyl, 1893
  - Phasmatinae Gray, G.R., 1835
  - Platycraninae Brunner von Wattenwyl, 1893
  - Tropidoderinae Brunner von Wattenwyl, 1893
  - Xeroderinae Günther, 1953

Триби inserta sedis
- Achriopterini Günther, 1953
- Stephanacridini Günther, 1953

Роди inserta sedis
- Monoiognosis Cliquennois & Paul D. Brock, 2004
- Spathomorpha Cliquennois, 2005